# Autonomous Robotics Ltd
 (décembre 2017).
Si vous disposez d'ouvrages ou d'articles de référence ou si vous connaissez des sites web de qualité traitant du thème abordé ici, merci de compléter l'article en donnant les références utiles à sa vérifiabilité et en les liant à la section « Notes et références ».

GO Science Ltd a été fondée en 2002 à Bristol au Royaume-Uni par un ancien directeur de BAe Underwater Systems, et un fondateur de la chaîne de restaurants Las Iguanas, pour développer un véhicule sous-marin autonome (AUV). Le financement initial provenait de l'Agence de développement régional du Sud-Ouest (SWRDA) en 2006. En novembre 2008, ICON Corporate Finance a mobilisé des investissements importants (19,4%) pour GO Science auprès de Kenda Capital, le gestionnaire du Fonds technologique Shell Technologies 1 (STVF). Le prototype de véhicule a été développé dans les laboratoires de l'Université de Bristol, puis à Redhill Farm Business Park et plus tard à Aztec West, en dehors de Bristol. Un bureau a été ouvert au SETsquared Business Acceleration Center de l'Université de Bristol.
En septembre 2009, la société a annoncé qu'elle avait remporté un contrat de 6 millions de livres sterling avec une compagnie pétrolière anonyme. Cela a été confirmé plus tard comme Shell E & P, ajoutant le défi d'une spécification en eau profonde. Le scientifique en chef de Shell, Geophysics, a déclaré que le concept devait être testé « sérieusement» pendant quelques mois, tout en reconnaissant le coût et en reconnaissant que «nous sommes heureux de nous associer à d'autres». Shell a fourni à l'entreprise plus de 4 millions de livres sterling d'investissement. Par la suite, GO Science a annoncé qu'elle était sous contrat avec « deux très grandes entreprises». En mai 2012, les essais prévus pour Shell E & P consistaient en un essai de cinq véhicules dans le golfe du Mexique, aux États-Unis, pour l'été 2012, avec un essai plus important de cinquante véhicules en 2013. Aucun de ces essais n'a été finalement entrepris.
Les pressions sur l'entreprise ont augmenté jusqu'en 2012-2013. STVF examinait de manière critique ses investissements, à la suite d'un examen des sociétés du portefeuille par un cadre supérieur de Schlumberger en 2011. Les comptes de GO Science à la fin de 2012 ont montré une perte de 0,3 M £. En juin 2013, l'entreprise a déposé une demande de financement auprès de la campagne «Going for Growth» de l'ouest de l'Angleterre. Dans le même temps, les engagements de la société vis-à-vis de Shell E & P, en ce qui concerne les essais prévus, étaient en baisse. Le 31 juillet 2013, GO Science Ltd a été placée sous administration à la demande de STVF, pour un montant de 2,5 M £ avec d'autres créanciers pour plus de 0,5 M £. Six des treize membres du personnel ont été licenciés. Cependant, dix acheteurs potentiels ont contacté les administrateurs, BDO, et en septembre 2013 Thalassa Holdings Ltd a accepté de payer 3,6 millions de livres sterling pour la société. À la fin de l'année 2013, les actionnaires de GO Science s'attendaient à recevoir des actions Thalassa si «les principaux contrats clients de Go Science sont réactivés». Thalassa, qui possède une expertise en OBS, a fait l'acquisition "sur ce qui semble être des conditions extrêmement favorables" selon AimZine. En 2014, il a été révélé que Thalassa avait payé moins cher pour GO Science, 2,9 millions de dollars, et enregistré le groupe dans les îles Vierges britanniques. Thalassa a nommé un ancien directeur général de Saab Seaeye Ltd en tant que PDG, la société a été rebaptisée Autonomous Robotics Ltd et transférée à Warminster, Royaume-Uni.